# Liste der Brücken in Wien/Neubau
Diese Liste beinhaltet jene Wiener Brücken, die sich im 7. Bezirk Neubau befinden. Weitere Brücken, die an den 7. Bezirk grenzen oder sich nur teilweise auf seinem Bezirksgebiet befinden, von der Brückeninformation Wien aber anderen Bezirken zugeordnet sind, befinden sich in den jeweiligen Listen der angrenzenden Bezirke.

## Brücken
| Objekt / Teilobjekt                       | Foto | Lage                     | Verwaltung / Objektnr. | System | Material | Brückenklasse | Länge (m) | Breite (m) | Baujahr | Anmerkungen |
| ----------------------------------------- | ---- | ------------------------ | ---------------------- | ------ | -------- | ------------- | --------- | ---------- | ------- | --- |
| Brücke im Zuge Koppstraße / Neustiftgasse | 1    | U-Bahn-Linie U6 Standort | Wiener Linien 600121   |        |          |               |           |            |         | Teil der ehem. Gürtellinie der Stadtbahn (Gestaltung: Otto Wagner), überquert die hier in Tieflage geführten Gleise. |
| Brücken über die Menzelgasse              | 0 BW | U-Bahn-Linie U6 Standort | Wiener Linien 600122   |        |          |               |           |            |         | Teil der ehem. Gürtellinie der Stadtbahn (Gestaltung: Otto Wagner).                                                  |
| Brücken über die Thaliastraße             | 1    | U-Bahn-Linie U6 Standort | Wiener Linien 600123   |        |          |               |           |            |         | Teil der ehem. Gürtellinie der Stadtbahn (Gestaltung: Otto Wagner).                                                  |